# Dacoderus sleeperi
Dacoderus sleeperi es una especie de coleóptero de la familia Salpingidae.

## Distribución geográfica
Habita en California (Estados Unidos).